# میچل رابینسون
میچل رابینسون (انگلیسی: Mitchell Robinson؛ زادهٔ ۱ آوریل ۱۹۹۸) بازیکن بسکتبال اهل ایالات متحده آمریکا است.

## فعالیت ورزشی

### باشگاهی
از باشگاه‌هایی که در آن بازی کرده‌است می‌توان به نیویورک نیکس اشاره کرد.